# پیمان لندن (۱۹۱۵)

قلمروهایی که به ایتالیا وعده داده شده بود.

پیمان لندن (به ایتالیایی: Patto di Londra) یک پیمان پنهان میان تفاهم مثلث و پادشاهی ایتالیا بود که در ۲۶ آوریل ۱۹۱۵ امضا شد. این پیمان میان پادشاهی متحد بریتانیای کبیر و ایرلند، جمهوری سوم فرانسه، امپراتوری روسیه و پادشاهی ایتالیا بود. هدف در این پیمان به دست آوردن اعتماد و هم‌پیمانی ایتالیا در برابر هم‌پیمان پیشینش، امپراتوری آلمان و اتریش-مجارستان بود. در این پیمان پیشنهاد شده بود که ردیف جنوبی اتریش-مجارستان به شمال ایتالیا تا شرق در دریای آدریاتیک به ایتالیا پیوست شود. همچنین بریتانیا قول داد که هزینهٔ آن را تقبل کند. ایتالیا یک ماه بعد این پیمان را پذیرفت. هم‌پیمانی با دشمن دیرین ایتالیا، اتریش از سوی برخی به عنوان جنبش سیاست واقعی نام گرفت اما این قرارداد هرگز اعلام عمومی نشد.
پس از جنگ، رهبران بریتانیا و فرانسه دیگر به پیمان پایبند نبودند درنتیجه بخش‌هایی که قرار بود به ایتالیا پیوست شود، انجام نشد. این «پیروزی تکه‌تکه شده» در ایتالیا منجر به پدید آمدن فاشیسم و جنگ جهانی دوم شد.